# Yuven Sundaramoorthy
Yuven Sundaramoorthy (Oconomowoc, Wisconsin, 22 februari 2003) is een Amerikaans-Indiaas autocoureur.

## Carrière
Sundaramoorthy begon zijn autosportcarrière in het karting in 2016. In 2017 debuteerde hij in het formuleracing. Hij werd dat jaar voor K-Hill Motorsports achtste in de Formula F-klasse van de SCCA National Championship Runoffs en vierde in de F1600 Championship Series. In deze laatste klasse behaalde hij twee zeges op de Indianapolis Motor Speedway en het New Jersey Motorsports Park.
In 2018 werd Sundaramoorthy tweede in de Formula F-klasse van het SCCA Majors Championship Nationwide met een zege en derde in de F1600 Championship Series met twee overwinningen op Watkins Glen International en de Mid-Ohio Sports Car Course. Tegen het eind van het jaar debuteerde hij in de U.S. F2000 op Mid-Ohio voor Exclusive Autosport. In de eerste race werd hij veertiende, en in de overige twee races kwam hij als tiende over de finish.
In 2019 reed Sundaramoorthy een volledig seizoen in de U.S. F2000 bij Pabst Racing. Hij eindigde vijfmaal in de top 10, met een zesde plaats op Mid-Ohio als beste resultaat. Met 150 punten werd hij twaalfde in de eindstand.
In de winter van 2019 op 2020 nam Sundaramoorthy deel aan de MRF Challenge. Hij behaalde twee zeges op het Dubai Autodrome en de Madras Motor Race Track en stond in twee andere races op het podium. Met 138 punten werd hij zesde in het kampioenschap. Vervolgens keerde hij terug naar de U.S. F2000, waar hij zijn samenwerking met Pabst voortzette. Hij eindigde in tien van de zeventien races in de top 10, met een vijfde plaats in New Jersey als beste race-uitslag. Hij werd opnieuw twaalfde in het klassement met 165 punten.
In 2021 reed Sundaramoorthy een derde seizoen in de U.S. F2000 bij Pabst. In de seizoensopener op het Barber Motorsports Park behaalde hij zijn eerste overwinning in het kampioenschap. In de rest van het seizoen behaalde hij nog twee zeges op Indianapolis en een op Mid-Ohio, en eindigde hij in vijf andere races op het podium. Met 329 punten werd hij achter Kiko Porto en Michael d'Orlando derde in het eindklassement.
In 2022 stapte Sundaramoorthy over naar het Indy Pro 2000 Championship, waarin hij opnieuw voor Pabst uitkwam. Hij behaalde drie podiumplaatsen op Indianapolis, Mid-Ohio en het Stratencircuit Toronto. Met 244 punten werd hij tiende in het klassement.
In 2023 werd de Indy Pro 2000 vervangen door de USF Pro 2000, waarin Sundaramoorthy overstapte naar het team Exclusive Autosport. Tevens debuteerde hij dat jaar in de Indy NXT bij Abel Motorsports, waarin hij vanaf de race op het Nashville Street Circuit in vier van de resterende zes races uitkwam.